# Eric Schneider
Eric Schneider (Batavia, 30 augustus 1934 – Clamecy, 23 mei 2022) was een Nederlands acteur, regisseur en (toneel)schrijver.

## Levensloop

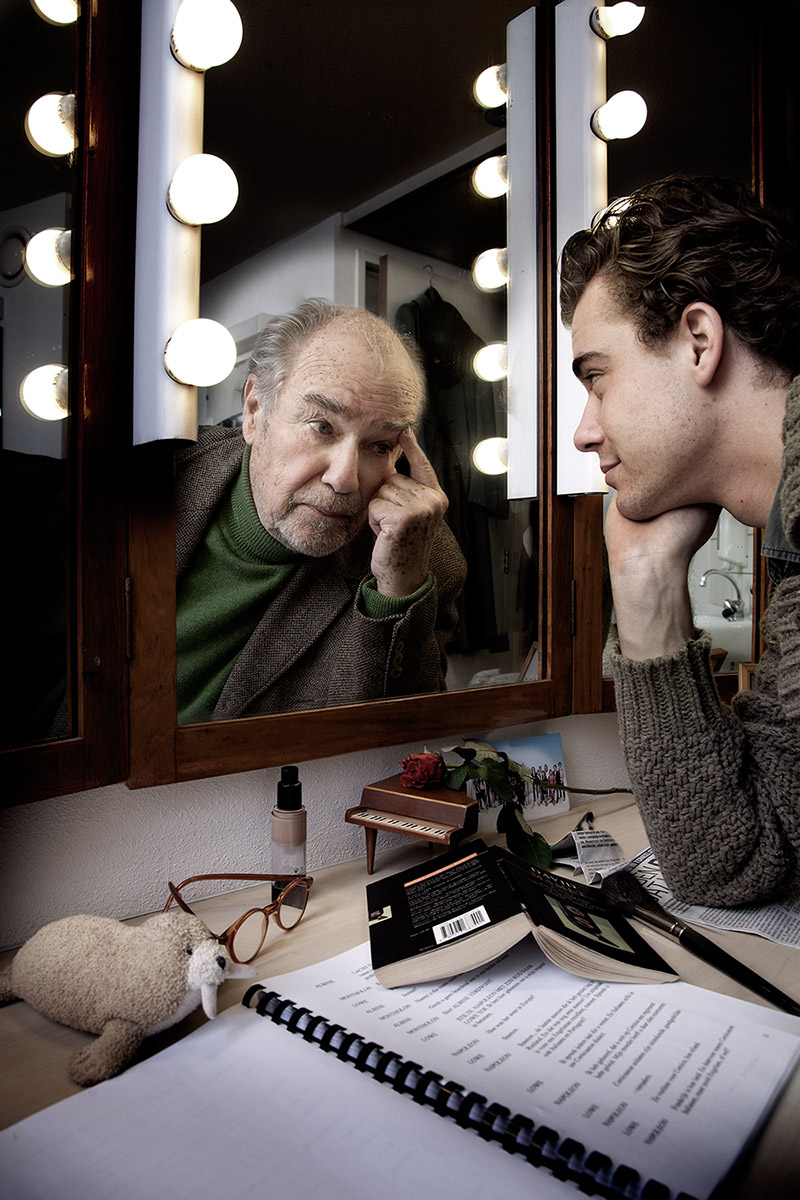
Eric Schneider (links), met zoon Beau, december 2012

Schneider werd geboren in Nederlands-Indië, als zoon van een leraar Duits. Hij was de broer van de diplomaat Carel Jan Schneider, die als schrijver bekend werd onder het pseudoniem F. Springer.
Zijn lagereschooltijd bracht Eric Schneider door in een Japans interneringskamp. In 1947 ging hij naar Nederland, waar hij, na een jaar intensief thuisonderwijs door zijn vader, de HBS doorliep. In 1956 werd hij aangenomen op de Toneelacademie Maastricht, waar hij in 1960 eindexamen deed. Na de toneelschool trouwde Schneider met vertaalster Josephine Soer. Hij trouwde een tweede maal met actrice Will van Kralingen, met wie hij twee kinderen kreeg. Zijn jongste zoon Beau (1988) werd evenals zijn ouders acteur, zijn oudste zoon Olivier (1981) werd theaterproducent. 
In 2019 kreeg Schneider een herseninfarct, waarvan hij herstelde. Hij overleed op 23 mei 2022 op 87-jarige leeftijd in de Franse plaats Clamecy aan de gevolgen van een val.

## Carrière

### Toneel
Schneider debuteerde in 1960 in Zuiden (Sud) van Julien Green. Hij speelde meer dan honderd – voor het merendeel – hoofdrollen bij talloze gezelschappen, waaronder Toneelgroep Theater (1960-1962), Nieuw Rotterdams Toneel (1962-1971), Zuidelijk Toneel Globe (1972-1974), Publiekstheater (1973-1983), Toneelgroep De Appel (1978-2000), Schauspiel Bonn (1991-1994) en Het Nationale Toneel (2004 en 2009).
In 2009 maakte Schneider met het stuk Nocture, een bittere komedie de balans op van een toneelleven. Shakespeares King Lear geldt als de kroon op de carrière van iedere acteur. Schneider schreef met Nocturne zijn eigen King Lear. Hij kijkt terug op het leven van een oude toneelspeler en maakt daarbij gebruik van een halve eeuw theatergeschiedenis. In mei 2010 was Schneider als onderdeel van de 'Márai Marathon' (een hommage aan het werk van de Hongaarse schrijver Sándor Márai) nogmaals te zien in de met de Toneelpublieksprijs bekroonde voorstelling Gloed. Hij vierde met Gloed ook zijn 50-jarig toneeljubileum.
In september 2013 speelden Eric en zijn zoon Beau Schneider voor het eerst samen in Levenslang theater (A Life in the Theatre) van David Mamet. Na bijna vijf jaar niet op het toneel te hebben gestaan deed Schneider in 2018 mee aan De Indië Monologen, samen met o.a. Willem Nijholt, Yvonne Keuls en Adriaan van Dis. Op 19 mei 2019 nam Schneider afscheid van zijn toneelcarrière tijdens een voorstelling uit deze reeks.

### Film en televisie
Schneider speelde in 1965 de hoofdrol in de Nederlandse speelfilm 10.32. Vervolgens speelde hij nog in tal van televisie- en filmproducties. In de film Cloaca (2003) speelde hij een rol als hoogste baas van de ambtenaar Pieter. In 2007 speelde hij ook een kleine rol in de film Alles is Liefde. Schneider was in 2007 ook te zien als dementerende pater familias Henk Keppel sr. in de televisieserie Stellenbosch. In 2010 was hij te zien als de oude Prins Bernhard in de televisieserie Bernhard, schavuit van Oranje. In 2012 vertolkte Schneider weer de rol van de oude Prins Bernhard in de televisieserie Beatrix, Oranje onder vuur. In 2014 deed Eric Schneider mee aan het televisieprogramma Krasse Knarren.

### Overige werkzaamheden
Schneider was ook actief als regisseur. Daarnaast legde hij vanaf 1994 zijn toneelherinneringen vast in tekeningen. Schneider schreef een aantal toneelstukken. Enkele titels zijn: Tweelicht, Rinkelrooien, De stilte aan de andere kant van de weg, Theodoor, een total loss en Nocturne, een bittere komedie. In augustus 2013 verscheen zijn eerste roman getiteld Een tropische herinnering bij Uitgeverij Cossee. In 2020 verscheen het boek Een relaas van vriendschap en liefde.

### Erkenningen
Schneider werd algemeen erkend als éminence grise van het Nederlandse toneel. Al in 1967 ontving hij de Louis d'Or voor zijn vertolking van de titelrol in Hamlet bij het Nieuw Rotterdams Toneel. In 1996 werd hij opnieuw genomineerd voor een Louis d'Or voor zijn rol in De toneelmaker. In 2003 ontving hij de NRC Toneelpublieksprijs voor de voorstelling Gloed. In 2010 werd zijn 50-jarig acteursjubileum gevierd in de Koninklijke Schouwburg te Den Haag met twee voorstellingen van Gloed.
Eric Schneider werd in 1980 ridder in de Orde van Oranje-Nassau en bij zijn afscheid van het gesubsidieerde toneel in 2000 werd hij ridder in de Orde van de Nederlandse Leeuw.

## Filmografie (selectie)
- 10.32 (1966) - Peter Hartman
- Ritmeester Buat (tv-serie, 1968) - Van Espenblad
- Drop-out (1969)
- De kleine zielen (tv-serie, 1969/1970) - Paul
- The Family (1973) - Blammer
- Flanagan (1975) - Peter Babel
- Lifespan (1975) - Dr. Linden
- Kant aan m'n broek! (tv-serie, 1978) - Petypon
- Een pak slaag (1979) - Kees Slieps
- De vergeten zuster (afstudeerfilm, 1981) - de vader
- Armoede (tv-serie, 1982/1983)
- Needful Things (1993) - Henry Beaufort
- Recht voor z'n raab, seizoen 2, afl. 6: De dood van een meisje (tv-serie, 1992/1993) - Dr. Tolens (1993)
- Cloaca (2003) - Brest
- Stellenbosch (tv-serie, 2007) - Henk Keppel
- Alles is liefde (2007) - Tom van Ophorst
- Bernhard, Schavuit van Oranje (tv-serie, 2010) - Prins Bernhard
- Beatrix, Oranje onder vuur (miniserie, 2012) - Prins Bernhard